# Creatura din Laguna Neagră
Creatura din Laguna Neagră (în engleză Creature from the Black Lagoon) este un film SF american din 1954 regizat de Jack Arnold. În rolurile principale joacă actorii Richard Carlson, Julie Adams, Richard Denning, Nestor Paiva.

## Rezumat
O stranie fiară preistorică se ascunde în adâncul junglei amazoniene. Un grup de oameni de știință încearcă să captureze animalul pentru a-l studia.

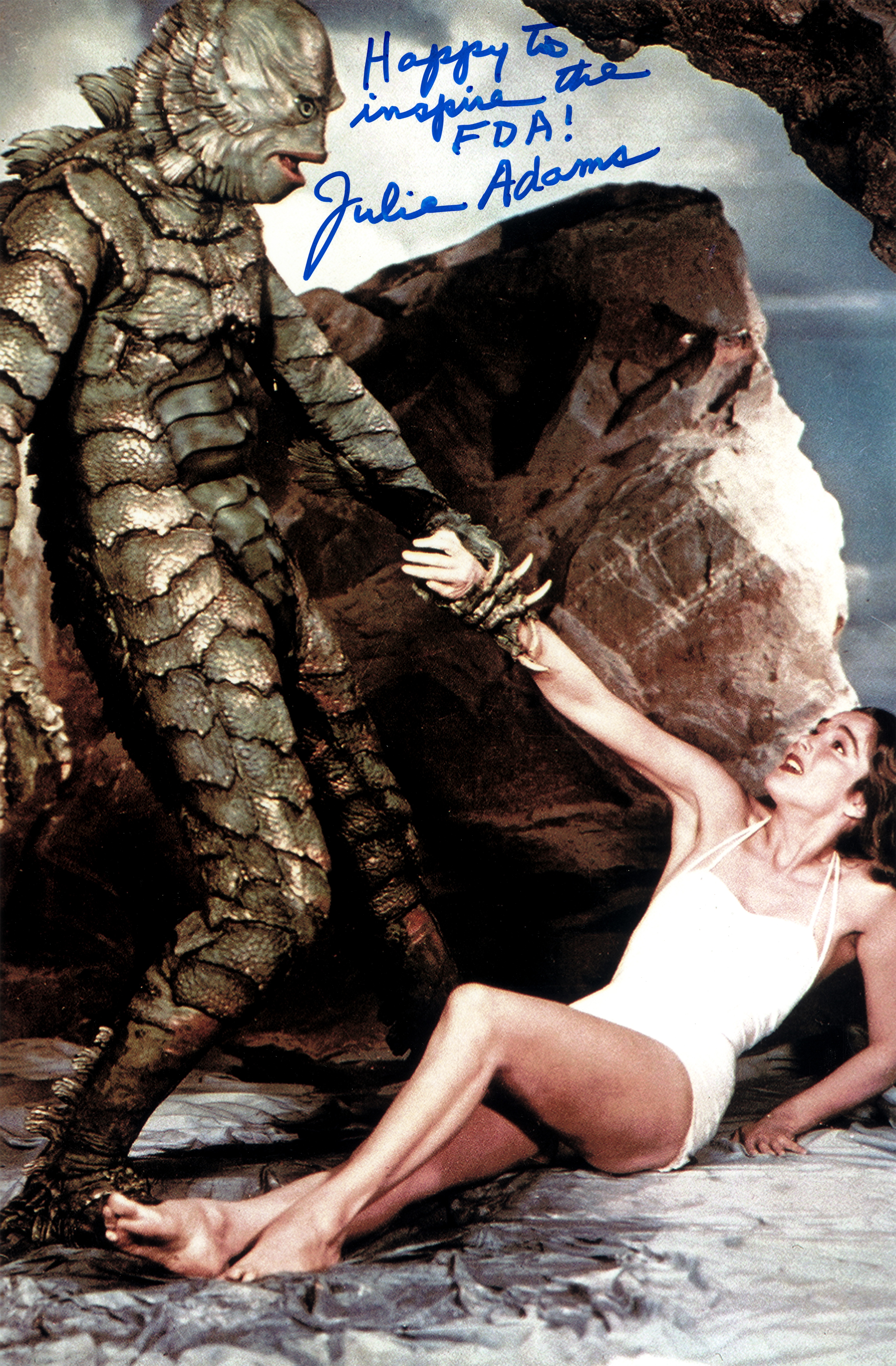

## Distribuție
- Antonio Moreno – Dr. Carl Maia
- Ben Chapman – Gill-man (terestru)
- Bernie Gozier – Zee
- Henry A. Escalante – Chico
- Julie Adams – Kay Lawrence
- Nestor Paiva – Lucas
- Perry Lopez – Tomas
- Richard Carlson – Dr. David Reed
- Richard Denning – Mark Williams
- Ricou Browning – Gill-man (subacvatic)
- Rodd Redwing – Luis
- Whit Bissell – Dr. Edwin Thompson